# Корейская Википедия
Коре́йская Википе́дия — раздел Википедии на корейском языке.

## История
Создание Корейской Википедии началось летом 2002 года и осложнялось техническими трудностями. Используемая проектом во время его старта версия MediaWiki имела ограниченную поддержку систем письма отличных от латиницы, из-за этого создание статей на хангыле было затруднено. В августе 2002 года MediaWiki был обновлён, что решило проблему с системами письма. Датой основания раздела считается 12 октября 2002 года.
Несмотря на появившуюся официальную поддержку хангыля в MediaWiki, самый популярный на тот момент интернет-браузер Internet Explorer из-за проблем с кодировками испытывал затруднения с отображением текстов на страницах Корейской Википедии. По этой причине в первый год работы раздела число правок было стабильно низким. В октябре 2002 года число статей равнялось 13, к июлю 2003 оно увеличилось до 159, а к августу 2003 раздел имел 348 статей. В сентябре 2003 года проблемы с кодировками были решены, и раздел начал набирать популярность. Это дополнилось широким освещением в южнокорейских медиа, обеспечившим приток читателей и авторов.
5 июня 2005 года в разделе уже было 10 000 статей, спустя четыре года, 4 июня 2009 года существовало 100 000 статей, 19 мая 2012 года количество статей равнялось 200 000, 3 октября 2013 года раздел прошёл рубеж в 250 000 статей.

## Язык
Корейская Википедия представлена Южной Кореей (РК) и носителями корейского языка за пределами Корейского полуострова. Из Северной Кореи (КНДР) чтение и редактирование раздела невозможно, либо крайне затруднено из-за ограничения доступа к внешним материалам и сети интернет в стране. По этой же причине в разделе приняты языковые нормы Южной Кореи.
В названии раздела (Хангуго Викхипекква, кор. 한국어 위키백과) для именования корейского языка используется слово Хангуго (кор. 한국어), в отличие используемого в КНДР и признанного устаревшим в Южной Корее слова Чосонмаль (кор. 조선말).
Слово «Викхипекква» (кор. 위키백과) является производным (с добавлением приставки -wiki) от слова «пекква» (кор. 백과), означающего «энциклопедия».
Корейская Википедия написана на хангыле. Корейское иероглифическое письмо ханча используется только для того, чтобы уточнить некоторые фразы, и, как правило, в скобках, аналогично используется и латиница, как это и принято в современной практике использования корейского языка.
Тексты, написанные корейским смешанным письмом, не одобряются, за исключением случаев цитирования исторических материалов.
Обособленная группа пользователей под названием Тачжимо (кор. 다지모) работала над проектом переформатирования раздела под корейское смешанное письмо и создания отдельной Корейской Википедии на Ханче, однако их предложение создать отдельный языковой раздел было отклонено 3 мая 2008 года. Повторных предложений о создании раздела не поступало.

## В Южной Корее
Разделы Википедии на корейском и английском языках используется в Южной Корее в учебном процессе университетов, колледжей и школ, цитаты из Корейской Википедии активно используются коммерческими и некоммерческими организациями ввиду их публикации под свободной лицензией Creative Commons.

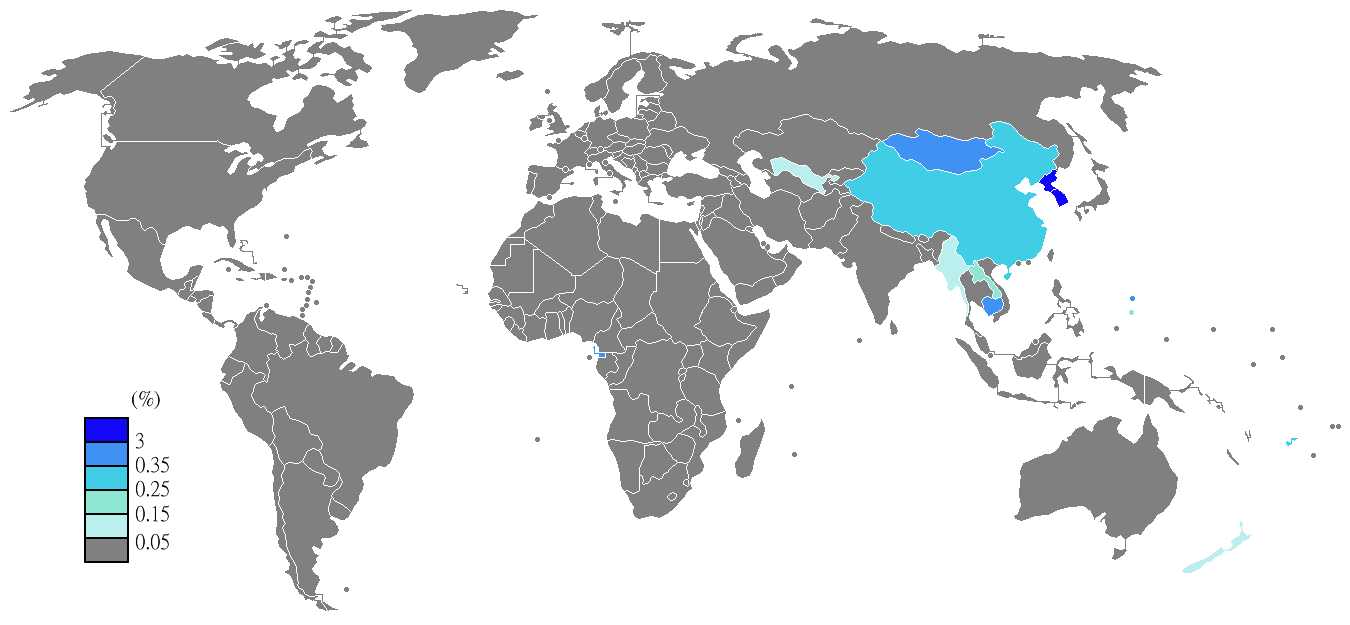
Посещаемость корейского раздела в % по странам

Корейская Википедия поддерживается южнокорейскими телекоммуникационными компаниями. Так, уже 25 августа 2005 раздел был обособленно включён в поисковую выдачу портала Empas (ныне поглощён Nate). Nate в свою очередь 6 июля 2008 открыл отдельный поиск по разделу для абонентов сотовой компании SK Telecom. 21 августа 2007 портал Daum создал на своей площадке зеркальную копию Корейской википедии и избранных статей Английской Википедии. Начиная с 11 января 2008 на портале Naver статьи из корейского и английского языковых разделов стали публиковаться перед основной поисковой выдачей.

## Статистика
По состоянию на 29 апреля 2025 года корейский раздел Википедии содержит 702 560 статей.

Зарегистрировано 889 249 участников, из них 1792 совершили какое-либо действие за последние 30 дней, 29 участников имеют статус администратора.

Общее число правок составляет 39 455 489.

## Количество статей
- 5 июня 2005 — 10 000 статей.
- 4 января 2008 — 50 000 статей.
- 4 июня 2009 — 100 000 статей.
- 15 декабря 2010 — 150 000 статей.
- 19 мая 2012 — 200 000 статей.
- 3 октября 2013 — 250 000 статей.
- 5 января 2015 — 300 000 статей.
- 3 июня 2016 — 350 000 статей.
- 22 октября 2017 — 400 000 статей.
- 15 июня 2020 — 500 000 статей.